# کویچی میسوا
کویچی میسوا (انگلیسی: Koichi Misawa؛ زادهٔ ۸ ژوئن ۱۹۷۴) بازیکن بیسبال، و مربی تیم بیسبال (دستیار) اهل ژاپن است.